# Caudale schub
De caudale schubben of staartschubben zijn de schubben aan de staart van reptielen. De schubben aan de onderzijde van de staart worden de subcaudale schubben genoemd. Het aantal schubben aan de onderzijde van de staart is een belangrijk determinatiekenmerk van veel soorten reptielen.
Bij veel giftige slangen zijn achter de anale schub enkele ongepaarde staartschubben gelegen, terwijl hier bij gelijkende onschuldige soorten gepaarde schubben aanwezig zijn.
Aan de bovenzijde van het lichaam zijn de dorsale schubben gelegen en aan de buikzijde is bij de slangen een enkele rij buikschubben aanwezig. Andere reptielen hebben meerdere rijen buikschubben.